# Grupo Logicofobista
El Grupo Logicofobista fue un grupo de la vanguardia artística catalana nacido en enero de 1936 que perseguía la síntesis del espiritualismo y el surrealismo. Estaba formado por Magí Albert Cassanyes, el joven poeta José Viola Gamón, Ramon Marinel·lo, Jaume Sans, Leandre Cristòfol, Antoni Garcia Lamolla, Àngel Planells, Joan Massanet, Artur Carbonell, Remedios Varo, Esteban Francès, Andreu Gamboa González-Rothwoss, y Nadia Sokolova. También participaban artistas de la escena madrileña, como Ángel Ferrant y Maruja Mallo, y de la escena canaria como Juan Ismael.  La voluntad del grupo era representar una nueva generación de surrealistas, más allá de Joan Miró, Salvador Dalí y Óscar Domínguez, y proyectar una implicación social del surrealismo. El 4 de mayo de 1936 el grupo realizó su primera y única muestra: Exposició Logicofobista en Barcelona. Tenían la intención de trasladarla a Madrid y otras ciudades españolas pero la guerra civil interrumpió el proyecto. El crítico Magí Albert Cassanyes principal promotor del proyecto adoptó el apelativo de logicofobistas como una “marca propia”, para remarcar la identidad rupturista del colectivo, la fobia a la lógica como una variante catalana del surrealismo.

## Orígenes

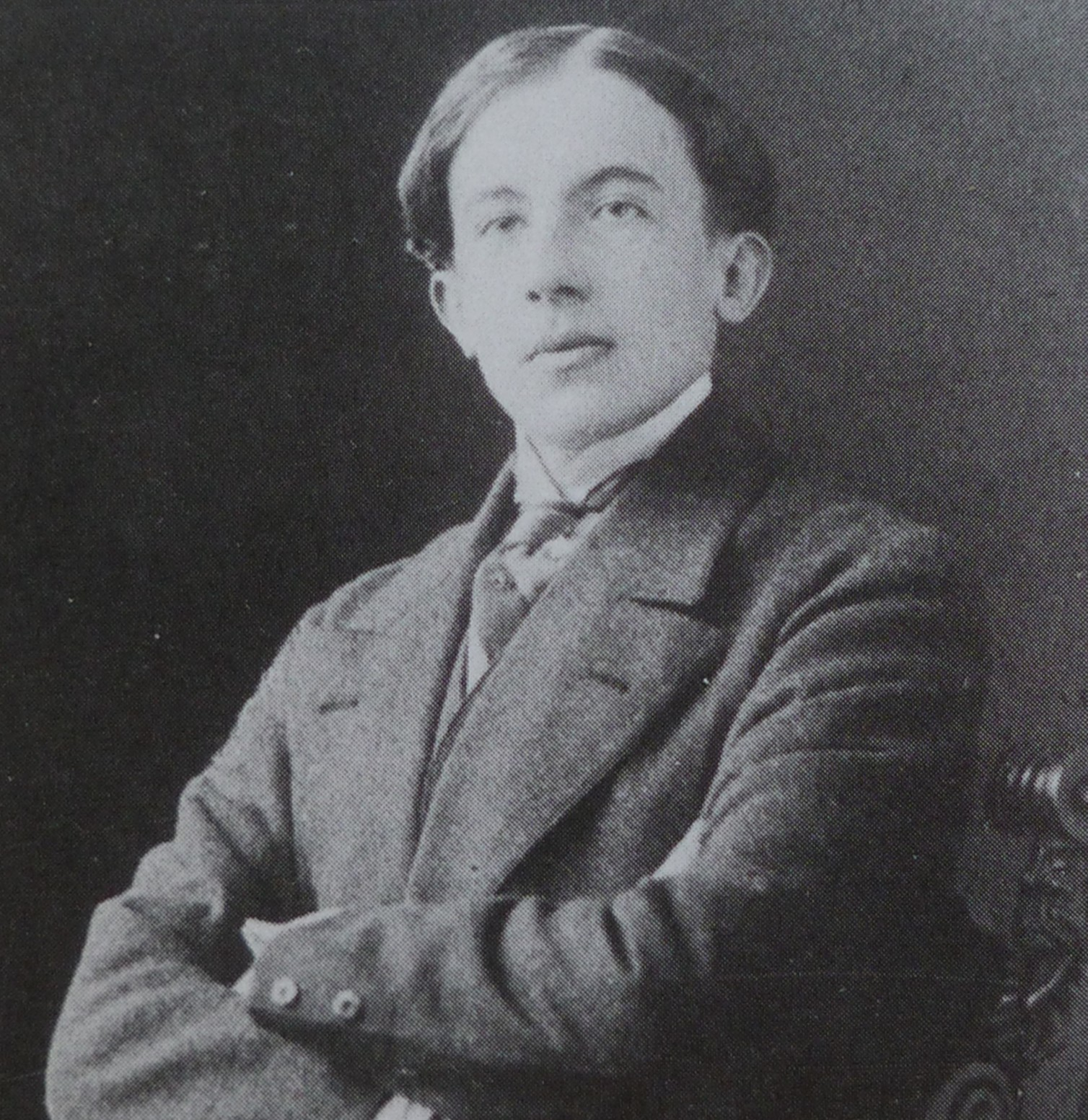
Paul Éluard en 1911

El grupo nació con motivo de la visita de Paul Éluard a Barcelona en enero de 1936. Viajó para dar unas conferencias en el marco de la exposición de Picasso en Barcelona patrocinada por el grupo ADLAN (Amics de l’art nou).
El 19 de marzo de 1936 el pintor Antoni G. Lamolla escribía una carta al crítico Eduardo Westerdahl, del grupo canario de la revista Gaceta de Arte, donde le explicaba: “No sé si estará enterado de que, a raíz de la visita de Paul Éluard a Barcelona, hemos formado un grupo surrealista. Nos presentaremos al público con una exposición en Barcelona, Madrid y Bilbao. Figurarán en dicha exposición obras de Miró, Dalí, Fernández, Remedios, Francès…”.
Los promotores del proyecto fueron Magí Albert Cassanyes, miembro activo de ADLAN y el entonces joven poeta José Viola Gamón, más tarde conocido por su pintura con el seudónimo de Manuel Viola. Ambos redactaron el manifiesto de la exposición que se inauguró el 4 de mayo de 1936 y, especialmente Viola, optaron por un surrealismo al servicio de la revolución.
Entre los artistas que formaron el grupo estaban Ramon Marinel·lo y Jaume Sans –discípulos de Àngel Ferrant-, el escultor Leandre Cristòfol y el pintor Antoni Garcia Lamolla del núcleo vanguardista leridano, pintores surrealistas de la órbita daliniana ampurdanesa, como Àngel Planells y Joan Massanet, el pintor Artur Carbonell, de Sitges, amigo de Cassanyes. También dos íntimos colegas de Viola Gamón: Remedios Varo y Esteve Francès, y dos artistas poco conocidos, como Andreu Gamboa González-Rothwoss de Sabadell y Nadia Sokolova. También participaban artistas de la escena madrileña, como Ángel Ferrant y Maruja Mallo, y de la escena canaria como Juan Ismael.

## Exposición logicofobista
La Exposición Logicofobista se inauguró el 4 de mayo de 1936 en las Galeries d’Art Catalònia de Barcelona. El principal promotor de la muestra, fue el crítico Magí Albert Cassanyes, en colaboración con el sombrerero y promotor de arte de vanguardia Joan Prats y otros miembros de ADLAN (Amics de l’art nou) grupo que a principios de año había organizado también una exposición de Picasso en la sala Esteva. 
Entre los artistas previstos inicialmente fallaron Joan Miró y Salvador Dalí, los más conocidos, y también Eudald Serra, que se encontraba de viaje en Japón. 
El objetivo era ofrecer una visión panorámica de la situación del surrealismo en España que incluyera a Salvador Dalí, Joan Miró y otros artistas más jóvenes.
En el manifiesto-programa de la exposición, Cassanyes definía el término logicofobista desde un punto de vista filológico y filosófico, y se basaba en la dialéctica hegeliana para explicar que la consecuencia del temor a la lógica sería la adhesión a la metafísica.
Por su parte, Viola relacionaba la exposición con el surrealismo, y señalaba que este movimiento era una especie de subconjunto del logicofobismo. A su juicio, la poesía era el portal que conduciría a los artistas a una nueva forma de conocimiento.
Participaron en la exposición Artur Carbonell (con 3 obras), Leandre Cristòfol (con 4), Àngel Ferrant (2), Esteve Francès (3), Gamboa-Rothwoss (3), A.G. Lamolla (6), Ramon Marinel·lo (4), Joan Massanet (1), Maruja Mallo (2), Àngel Planells (3), Jaume Sans (1), Nadia Sokolova (1), Remedios Varo (3) y Juan Ismael (3).
De las 39 obras que entonces se presentaron, se calcula que prácticamente la mitad se han perdido o fueron destruidas durante la guerra. 
En 2016 la fundación Apel·les Fenosa inauguró una exposición itinerante reconstruyendo la que se celebró 80 años atrás en las galerías Catalonia.